# Jean Mespoulède

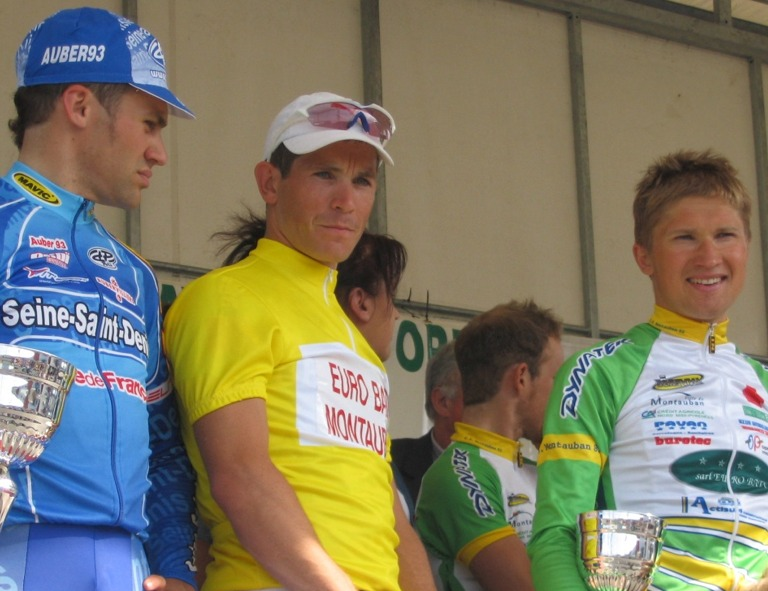
Jean Mespoulède (links) bei der Tour du Tarn et Garonne 2008

Jean Mespoulède (* 31. Oktober 1980 in Périgueux) ist ein französischer Radrennfahrer.
Jean Mespoulède wurde 2004 zweimal Etappenzweiter und einmal Dritter bei der Tour de Gironde und konnte so den zweiten Platz in der Gesamtwertung belegen. Im nächsten Jahr gewann er die Gesamtwertung des Criterium des Espoirs. Außerdem wurde er Dritter bei dem Eintagesrennen Tour du Labourd. Von 2006 bis 2008 fuhr Mespoulède für das französische Continental Team Auber 93. 2011 gewann er eine Etappe der Tour de Gironde.

## Erfolge
2005
- Gesamtwertung Criterium des Espoirs

2011
- eine Etappe Tour de Gironde